# Coutechève Lavoie Aupont
Coutechève Lavoie Aupont, dit Lavoie, né le 16 octobre 1982 à Mirebalais, Haïti est un poète et photographe haïtien.

## Biographie
En 1986, son père et sa mère se sont séparés. Sa mère a décidé d'aller en République dominicaine avec lui. Ils y restent quatre ans. À 16 ans, Lavoie est membre de la troupe de théâtre Nous. Vers 2004, Il est membre de la Bibliothèque Justin Lhérisson où il  intègre la troupe de théâtre L'atelier Le Vide. Il participe aux différentes formations et activités de la bibliothèque. Au cours de cette période, il rencontre des Poètes et Romanciers comme Duckens Charitable En 2007, il est acteur Nous ne leur pardonnerons pas, mise en scène des poèmes de Jacques Roumain par Guy Régis Junior.
2007, il dit des textes à Port-au-Prince, lors de la célébration du centenaire de Jacques Roumain.
Lavoie a étudié aussi a l’Ecole Normale Supérieure de l’université d'État d'Haïti en 2008. À l'école, il rencontre des écrivains comme Lyonel Trouillot, Marc Exavier, Jacques Gougues, Alix Emera et Bernardo Cénatus. Son premier poème, Patances, parait aux éditions Rivarti Collection en 2009. Sa nouvelle, écrite après le tremblement de terre du 12 janvier 2010, est traduite en anglais par Jean Dany Joachim. Elle est représentée au Contemporary Haitian Playwrights at the Segal Theatre Center à New York, le 31 mars 2010.   Prix Pwezi Kreyòl Dominique Batraville 2016, il a été en résidence d'écriture au centre culturel Charles Moravia à Jacmel Sud'Est d'Haiti, accordée par les Editions Pulùcia.

## Œuvres

### Poésie
- Partances (préface de Josaphat-Robert Large), New York, Rivarti Collection, 2009.
- Déesse de la première vague du jour suivi de Partances, Léogâne, Ruptures, 2013.
- Make pa, Léogâne, Ruptures, 2016.
- Le Doute de la main, Port-au-Prince, Atelier Jeudi Soir, 2017.
- Taking Leave,Editions Ruptures, Léogâne, Port-au-Prince, 2022.
- Tras silans, Editions Ruptures, Léogâne, Haïti, 2022[6].

## Distinctions
- 2016 : Prix René Philoctète pour Le Doute de la main[7],[8].
- 2016 : Prix Pwezi Kreyòl Dominique Batraville pour Make pa[9].
- 2018 : Son recueil de poèmes Make pa était l'un des livres à l'honneur à la cinquième édition de Marathon du Livre à Petit-Goâve[10].